# Ландсбергис, Витаутас В.
Ви́таутас В. Ла́ндсбергис (лит. Vytautas V. Landsbergis; род. 25 мая 1962, Вильнюс) — литовский поэт, прозаик, драматург, кинорежиссёр и кинопродюсер, автор книг для детей; сын политика Витаутаса Ландсбергиса.

## Биография
Родился в Вильнюсе. Учился в Вильнюсской средней школе имени Антанаса Венуолиса. Окончил филологический факультет (по специальности литовский язык и литература) Вильнюсского государственного университета. Во время учёбы участвовал в университетском фольклорном ансамбле „Ratilio“. В 1980 году, когда ещё во время учёбы в печати появились его первые стихотворения и заметки, добавил к имени букву V., чтобы его публикации отличались от публикаций отца.
В Тбилисском театральном институте им. Шота Руставели изучал кинорежиссуру. Стажировался в Нью-Йорке у литовского патриарха альтернативного кино Йонаса Мекаса и в Польше у Кшиштофа Кесьлёвского и Кшиштофа Занусси.
В 1993 году сборник сказок «Истории Рыженосика» („Rudnosiuko istorijos“) назван лучшей книгой года для детей (исправленное издание вышло в 2006 году). Книга «Любовь коня Доминикаса» („Arklio Dominyko meilė“) признана лучшей книгой для детей и подростков 2004 года. По ней поставлен спектакль в Молодёжном театре (2006; режиссёр Альбертас Виджюнас).
Создал частную видеостудию «A PROPOS», которая выпускает документальные и игровые фильмы. За пятнадцать лет работы видеостудии было создано восемнадцать документальных и два художественных фильма.
С 2005 года член Союза писателей Литвы.

## Творчество
Опубликовал шесть сборников поэзии, несколько книг для детей. Написал четыре пьесы, три из которых сам поставил в различных литовских театрах. «Любовь коня Доминикаса» переведена на шведский язык („Dominic — den förälskade hästen“; Stockholm: Trasten, 2006). В видеостудии «A PROPOS» по собственному сценарию снял фильм «Йонукас и Гритуте» (2002) по мотивам сказок братьев Гримм.

## Издания
- Pasakojimai apie namus: eilėraščiai. Vilnius: Vaga, 1989. 117 p.
- Pasakos nepasakos: eilėraščiai. Vilnius: Vyturys, 1990. 62 p.
- Tik sapnininkas: trisdešimt keturi eilėraščiai. Vilnius: Vaga, 1999. 40 p.
- Angelų pasakos. Kaunas: Šviesa, 2003. 125 p.
- Arklio Dominyko meilė: pasaka. Vilnius: Nieko rimto, 2004. 142 p.
- Lunatikų dainos: eilėraščiai. Vilnius: Vaga, 2004. 75 p.
- Rudnosiuko istorijos. Vilnius: Vaga, 2004. 158 p. (другие издания 1993, 1995)
- Pelytė Zita: apysaka-pasaka. Vilnius: Nieko rimto, 2005. 210 p.
- Obuolių pasakos. Vilnius: Nieko rimto, 2005. 130 p. (другое издание 1999)
- Žuveliukas: eiliuota pasaka. Vilnius: Nieko rimto, 2005. 48 p.
- Berniukas ir žuvėdros: pasaka paaugusiems vaikams ir jų tėveliams. Vilnius: Nieko rimto, 2005. 87 p.
- Kiaušinių pasakos: eiliuota pasaka. Vilnius: Nieko rimto, 2006.
- Julijos sapnai: pasaka. Vilnius: Nieko rimto, 2006.
- Tinginių pasakos: pasakos. Vilnius: Nieko rimto, 2006.
- Arklio Dominyko kelionė į žvaigždes: pasakos. Vilnius: Dominicus Lituanus, 2007.
- Briedis Eugenijus: pasakos apie meilę ir kitus nesusipratimus. Vilnius: Kronta, 2007.
- Debesys, panašūs į žmones: 41 eilėraštis. Kaunas: Mijalba, 2007.
- Gediminas ir keturi seneliai: pasaka. Vilnius: Dominicus Lituanus, 2007.
- Kiškis Pranciškus: pasakos. Vilnius: Dominicus Lituanus, 2007.
- Skruzdėlytės Birutės pasakos. Vilnius: Vaga, 2007.
- Šisbeitas: ši knygelė sudaryta iš komentarų, pokalbių ir esė, spausdintų periodikoje. Vilnius: Kronta, 2007.
- Debesys, panašūs į žmones: 941 eilėraštis. Kaunas: Mijalba, 2007.

## Фильмы
Режиссёр фильмов:
- Tėvas (1989)
- Koncertas (1990)
- Pragaras (1992)
- Perlojos respublika (1993)
- Petras Repšys (о художнике Пятрасе Ряпшисе)
- Penkios novelės apie Stasį (1994; о художнике Стасисе Эйдригявичюсе)
- Baladė apie Daumantą (1995)
- Vilties prezidentas (1996; о дипломате Стасисе Лозорайтисе)
- Sabas (1997; о баскетболисте Арвидасе Сабонисе)
- Kapinių sargas
- Epitafija ant poeto kapo (1998)
- Apie apreiškimus
- Karininko romansas (1999)
- Jono Meko antologija (2000)
- Švendubrės šamanas (2001)
- Vilius Orvydas
- Svečiuose pas Vytautą Kašubą
- Iš niekur, į niekur (2002)
- Visa teisybė apie mano tėvą (2003; о Витаутасе Ландсбергисе)
- Jonukas ir Grytutė
- Verdenė (2004)
- Niujorkas — mano šuo
- Dabar ir mūsų mirties valandą
- Apsireiškimai Jonukui
- Liudvikas (2006)
- Kai aš buvau partizanas (2008)

## Награды
- Кавалер ордена «За заслуги перед Литвой» (9 мая 2007 года)[1].
- Премия Правительства Литвы в области культуры и искусства (2009).

## Семья
Жена — Рамуне Ландсбергене, урождённая Бартининкайте (род. 1965); вместе с супругом работала в кинематографе. У пары пятеро детей, старший — политик Габриэлюс Ландсбергис, в 2020-2024 годах министр иностранных дел Литвы.